# Anne Dieu-le-Veut
Anne Dieu-le-veut (auch bekannt als Marie-Anne oder Marianne, * 28. August 1661 in der Bretagne; † 11. Januar 1710 in Cap-Haïtien) war eine französische Piratin. Sie war eine der wenigen weiblichen Bukanier.

## Herkunft
Anne stammte aus der Bretagne.
Sie wurde vermutlich als Kriminelle nach Tortuga deportiert. Berichten zufolge kam sie dort während der Regentschaft Bertrand de La Bouëres an, der von 1665 bis 1675 der Gouverneur der Insel war. 1684 heiratete sie den Bukanier Pierre Lelong, der am 15. Juli 1690 in einem Kampf starb. Mit ihm hatte sie ein Kind, Marie Margueritte Yvonne Lelong (1688–1774). 1691 heiratete sie Joseph Chérel, der im Juni 1693 starb. Mit ihm hatte sie ein weiteres Kind, Jean-François Chérel (1692–1732).
Im Juli 1693 heiratete sie den niederländischen Bukanier und Marineoffizier von Saint-Domingue, Laurens de Graaf. Er stimmte der Heirat zu, nachdem er sie beleidigte und sie ihn darauf mit einer Schusswaffe bedrohte.
Der traditionellen Beschreibung dieses Ereignisses zufolge hatte Anne de Graaf zu einem Duell herausgefordert, um ihren verstorbenen Ehemann zu rächen. Laurens zog sein Schwert und Anne ihre Pistole. Darauf ergab sich Laurens und sagte, dass er nicht gegen eine Frau kämpfen würde. Von Annes Mut angetan, machte er ihr einen Heiratsantrag. Anne und de Graaf heirateten am 28. Juli 1693. Dieser Ehe entstammten zwei Kinder, Marie Catherine de Graaf (1694–1743) und ein Sohn, der im Kindesalter starb.

## Karriere als Piratin
Anne Dieu-Le-Veut stand de Graaf auf seinem Piratenschiff während seiner Kaperfahrten zur Seite. Im Gegensatz zum damals herrschenden Aberglauben, eine Frau an Bord zu haben, brächte Unglück, wurde Anne von der Besatzung von de Graafs Schiff als Maskottchen und Glücksbringer angesehen und bekam ihren Anteil an der Beute.
Sie soll sich aktiv an der Piraterie ihres Ehemannes beteiligt und an seiner Seite gekämpft haben. Dabei teilte das Paar die Kompetenzen eines Kapitäns, genau wie es bei Anne Bonny und Calico Jack der Fall war, untereinander auf. Im Gegensatz zu Bonny hat sie ihr Geschlecht nie verheimlicht. Sie wurde als tapfer, strikt und rücksichtslos bezeichnet. Während dieser Zeit wurde sie unter dem Beinamen Dieu-Le-Veut („Gott will es“) bekannt.
1693 überfiel de Graaf die englische Kolonie Jamaika und wurde dafür befördert und nach Île à Vache versetzt. Im Mai 1695 schlugen die Engländer mit einem Angriff auf Port-de-Paix zurück und nahmen Anne und ihre Kinder für die nächsten drei Jahre gefangen, während die Franzosen erfolglos versuchten, sie zu befreien. 1698 wurde sie entlassen und mit ihrem Ehemann wieder vereint. Über ihr weiteres Schicksal ist  nichts bekannt. Nur das Datum ihres Todes wird in einem 1733 erschienenen Werk erwähnt.